# Trucy-l'Orgueilleux
Trucy-l'Orgueilleux è un comune francese di 243 abitanti situato nel dipartimento della Nièvre nella regione della Borgogna-Franca Contea.

## Società

### Evoluzione demografica
Abitanti censiti